# Australanusia
Australanusia is een geslacht van vliesvleugeligen uit de familie Encyrtidae. De wetenschappelijke naam van dit geslacht is voor het eerst geldig gepubliceerd in 1922 door Girault.

## Soorten
Het geslacht Australanusia omvat de volgende soorten:
- Australanusia pilosithorax Girault, 1922
- Australanusia tarsalis Girault, 1923